# Исторический ревизионизм
Истори́ческий ревизиони́зм — в академическом смысле коренной пересмотр (ревизия) сложившихся в какой-либо области исторических концепций. В обиходном словоупотреблении «исторический ревизионизм» часто имеет уничижительный смысл, так как им обычно именуются псевдоисторические концепции, носящие более или менее ярко выраженный фальсификаторский характер.
В историографии термин «исторический ревизионизм» означает переосмысление исторического описания. Обычно это подразумевает оспаривание устоявшихся, общепринятых или традиционных взглядов профессиональных учёных на историческое событие, временной промежуток или явление, представление опровергающих доказательств или новую интерпретацию мотивов и решений людей, вовлечённых в процесс. Пересмотр исторических источников может открыть новые факты, дать возможность новых интерпретаций, что впоследствии приводит к пересмотру исторических представлений. Ревизионизм может предполагать пересмотр старых моральных оценок.
Как правило, правомерный исторический ревизионизм представляет собой нормальный и не противоречивый процесс развития и совершенствования исторической науки. Более спорной является пересмотр моральных оценок. Такой ревизионизм, если он оспаривается сторонниками сложившейся точки зрения, может являться историческим негационизмом, в случае если он использует такие ненаучные методы, как представление поддельных источников как подлинные или неоправданное недоверие к подлинным документам; подмена тезиса; манипулирование статистическими данными; преднамеренно неверный перевод текстов. Этот тип исторического ревизионизма может включать переосмысление моральных оценок исторических источников. Негационисты используют термин «ревизионизм», чтобы представить свои действия как научное историческое исследование. Характерным примером является отрицание Холокоста.

## История термина
Термин активно употреблялся с середины XX века, первоначально в отношении школы молодых учёных (Коббен, Альфред, Раймон Арон, Франсуа Фюре и др.), решительно выступивших против традиционных взглядов на Великую французскую революцию (начало этому движению положил Альфред Коббен в 1954 году лекцией «Миф французской революции»).

## Значение для науки
Исторический ревизионизм представляет собой средство, с помощью которого постоянно переоцениваются новые факты и интерпретации событий письменной истории, в самой истории общества, как она понимается в коллективной памяти. По словам историка Джеймса Макферсона, президента Американской исторической ассоциации:

Четырнадцать тысяч членов этой Ассоциации, однако, знают, что ревизия является жизненной основой исторической науки. История представляет собой непрерывный диалог между настоящим и прошлым. Интерпретации прошлого могут меняться вследствие нахождения новых исторических данных, появления новых вопросов к уже открытым источникам, лучшего видения прошлого, которое наступает с течением времени. Не существует единой, вечной и неизменной «истины» о событиях прошлого и их значении.
Бесконечные попытки историков разобраться в прошлом, по сути «ревизионизм», как раз и делают историческую науку жизненно важной и значимой. Без ревизионизма мы могли бы остаться с образами Реконструкции Юга после Гражданской войны в США, которые были переданы в фильмах «Рождение нации» Д. У. Гриффита и «Трагическая эпоха» К. Бауэрса. Были ли предприниматели Позолоченного века «капитанами промышленности» или «баронами-разбойниками»?

Без историков-ревизионистов, которые проводили исследования новых источников и задавали новые и острые вопросы, мы бы так и погрязли в тех или иных стереотипах. Решения Верховного суда США так же часто отражают «ревизионистскую» интерпретацию истории, как и Конституцию.
Философ науки Томас Кун указал, что в отличие от квантифицируемых естественных наук, для которых характерна одна парадигма, общественные науки характеризуются одновременным наличием нескольких парадигм, которые происходят из «традиции претензий, контрпретензий и дебатов по поводу [фундаментальных] основ» исследования. Историк Дэвид Уильямс писал о сопротивлении работам по пересмотру истории, которые представляют всеобъемлющее культурно-историческое повествование о США, о перспективах чернокожего населения, женщин и рабочего движения:

Эти и другие учёные призывали к более всестороннему рассмотрению американской истории, подчёркивая, что историю творит масса американцев, а не только властная элита. Тем не менее, в основном белые мужчины из властной элиты имели средства, чтобы учиться в колледже, стать профессиональными историками и формировать взгляд на историю, который служил их собственным классовым, расовым и гендерным интересам за счёт тех, кому не так повезло — и, в буквальном смысле замалчивали те аспекты истории, которые они считали неудобными. «Изучая историю, — писал Дюбуа в 1935 году, — поражаешься, как часто повторяется идея, что зло должно быть забыто, искажено, обойдено стороной… Трудность этой философии в том, что история теряет свою ценность, как стимул и как пример; она рисует идеальных людей и благородные нации, но не говорит правду».
После Второй мировой войны изучение истории в США было расширено благодаря G.I. Bill, в соответствии с которым, финансирование позволило «новому и более широкому поколению учёных» применить перспективы и интерпретации, почерпнутые из феминистского движения, движения за гражданские права чернокожих и движения американских индейцев. Это расширение круга историков аннулировало существование окончательной и общепризнанной истории. Историки-ревизионисты представляют национальной общественности историю, которая была исправлена и дополнена новыми фактами, свидетельствами и интерпретациями исторических документов. В книге «Циклы американской истории» (1986), противопоставляя и сравнивая США и Советский Союз во время холодной войны (1945—1991), историк Артур Шлезингер писал:

…но другие, особенно в Соединенных Штатах, представляют то, что американские историки называют ревизионизмом, то есть готовность бросить вызов официальным объяснениям. Никто не должен удивляться этому явлению. За каждой войной в американской истории в своё время следовала скептическая переоценка якобы священных предположений… ибо [исторический] ревизионизм является существенной частью процесса, посредством которого история, ставя новые проблемы и исследуя новые возможности, расширяет перспективы и обогащает понимание.
В 1986 году историк Джон Хоуп Франклин описал четыре этапа в историографии африканцев США, основанных на различных моделях исторического консенсуса.
Историки-ревизионисты оспаривают господствующий или традиционный взгляд на исторические события и высказывают мнения, расходящиеся с традиционными, подвергая их свежей оценке. Ревизионистская история часто практикуется теми, кто находится в меньшинстве, например, историками-феминистками, историками из этнических меньшинств, теми, кто работает вне основной академической среды в небольших и менее известных университетах, или самыми молодыми учёными, по сути, историками, которые больше всего выигрывают и меньше всего теряют, оспаривая статус-кво. В ходе трения между господствующим течением и новыми перспективами исторического ревизионизма, принятые исторические идеи либо изменяются, либо укрепляются, либо уточняются. Если в течение определённого периода времени ревизионистские идеи становятся общепринятыми, считается, что произошла смена парадигмы. Историк Форрест Макдональд часто критикует то направление, которое принял ревизионизм, но признаёт, что потрясения в США в 1960-х годах изменили способ изучения истории:

В результате, в том, что касается изучения истории, пробудился интерес к темам, которые историки раньше обходили стороной. Возникли история индейцев, история чернокожих, история женщин, история семьи и множество специализаций. Эти расширенные горизонты обогатили понимание американского прошлого, но они также привели к появлению работ, содержащих умышленное сутяжничество, тривиализацию и откровенную фальсификацию.
Историки находятся под влиянием zeitgeist (духа времени), прогрессивных изменений в обществе, политике и культуре; в книге «Будущее прошлого» (1989) историк К. Ванн Вудворд писал о подъёме произошедшем после Второй мировой войны:

Эти события происходили концентрировано и резко, для чего обычно употребляют термин «революция». Это революция или, возможно, совокупность революций, для которых мы ещё не нашли названия. Мой тезис заключается в том, что эти события будут и должны поднимать новые вопросы о прошлом и влиять на наше прочтение обширных областей истории, и я считаю, что будущие пересмотры могут быть достаточно масштабными, чтобы оправдать название наступающей эпохи историографии «эпохой переосмысления». Первая иллюстрация [отсутствие в истории США внешних угроз из-за географического положения государства] происходит в основном из американской истории, но это не должно заслонять более широкий масштаб революции, которая не имеет национальных ограничений.
Изменения в академической среде, культуре и политике оказали влияние на формирование современной модели изучения истории, принятой парадигмы историографии. Философ Карл Поппер писал, что «у каждого поколения свои беды и проблемы, а значит, свои интересы и своя точка зрения».

Из этого следует, что, возможно, каждое поколение имеет право смотреть на историю и интерпретировать её по-своему. В конце концов, мы изучаем историю, потому что она нам интересна, и, возможно, потому что мы хотим узнать что-то о наших [современных] проблемах. Но история не может служить ни одной из этих двух целей, если под влиянием неприменимой идеи объективности мы не решаемся представить исторические проблемы с другой точки зрения. И не стоит думать, что наша точка зрения, если её сознательно и критически применить к проблеме, будет уступать точке зрения писателя, который наивно полагает, что он достиг уровня объективности, позволяющего ему представить «события прошлого так, как они происходили на самом деле».

## Причины
Факторы, способные с течением времени привести к пересмотру исторических представлений:
- Доступ к новым данным. Многие исторические источники утеряны. Даже архивы вынуждены принимать решения, основанные на ограничениях пространства и предпочтениях, какие оригинальные материалы приобрести или сохранить. Иногда открываются или обнародуются документы, которые позволяют по-новому взглянуть на давно известные события. Архивные материалы могут быть засекречены правительствами на долгие годы для сокрытия политических скандалов или для защиты информации, жизненно важной для национальной безопасности. Когда архивы открываются, они могут изменить историческую перспективу событий. Например, после обнародования архивов Ultra в 1970-х годах в Великобритании произошла переоценка большей части процесса принятия тактических решений верховным командованием союзных войск, особенно в битве за Атлантику. До выхода архивов Ultra было много споров, мог ли фельдмаршал Бернард Монтгомери знать, что в Арнеме был сильный гарнизон. После обнародования архивов, которые показали, что это так, баланс доказательств изменился в сторону его противников. Обнародование архивов Ultra также заставило пересмотреть историю создания компьютера[12].
  - Новые источники на других языках, с появлением которых историки могут пересмотреть свои теории в свете новых документов.
- Разработки в других областях науки. Так, анализ ДНК оказал влияние на различные области истории, либо подтвердив устоявшиеся исторические теории, либо представив новые доказательства, меняющие сложившиеся исторические интерпретации. Профессор Эндрю Шерратт, британский археолог, ответствененный за академическую публикацию антропологических трудов о потреблении легальных и нелегальных наркотиков и на их основе объяснил некоторые аспекты истории первобытных обществ[13]. Изучение ледяных кернов и колец деревьев, палинология, углеродное датирование, анализ образцов ранних металлов с помощью сканирующего электронного микроскопа и измерение изотопов кислорода в костных остатках — всё это в последние несколько десятилетий предоставило новые данные, с помощью которых можно было аргументировать новые гипотезы. Секвенирование древней ДНК позволяет историкам обсуждать значение расы[14].
- Национализм. В школьных учебниках по истории Европы можно прочитать о каком-либо событии с совершенно разных точек зрения. Касаясь битвы при Ватерлоо, большинство британских, французских, голландских и немецких школьных учебников освещают битву так, чтобы подчеркнуть важность вклада своих наций. Иногда название события используется для передачи политической или национальной перспективы. Например, один и тот же конфликт между двумя англоязычными странами известен под двумя разными названиями: «Американская война за независимость» и «Американская революционная война». По мере того как меняется восприятие национализма, меняются и те области исторических представлений, которые определяются этими идеями. В послевоенной интерпретации истории выбираются факты и объяснения в соответствии с внутренними потребностями стороны. Например, интерпретация Корейской войны резко отличается в учебниках стран-участниц в зависимости от конкретной стороны[15].
- Культура. Поскольку регионализм вернул себе былую значимость в британской политике, некоторые историки предположили, что старые исследования Английской гражданской войны были чрезмерно сосредоточены на Англии, и для понимания войны следует уделить больше внимания событиям, которые ранее не рассматривались как периферийные. Историки-ревизионисты предположили, что Английская гражданская война стала лишь одним из ряда взаимосвязанных конфликтов, известных как Войны трёх королевств. Более того, по мере развития культур, для некоторых ревизионистски настроенных групп может стать стратегически выгодным пересмотр собственного публичного исторического нарратива таким образом, чтобы либо найти, либо, в более редких случаях, создать прецедент, который представители этой субкультуры смогут использовать для обоснования реформ и перемен[16].
- Идеология. В 1940-х годах стало модным рассматривать Английскую гражданскую войну с позиций марксистской школы. По словам Кристофера Хилла, «гражданская война была классовой войной». После Второй мировой войны в британских академических кругах влияние марксистской интерпретации ослабло, а к 1970-м годам этот взгляд подвергся нападкам со стороны новой школы ревизионистов, и был в значительной степени опровергнут в качестве основного объяснения конфликта середины XVII века в Англии, Шотландии и Ирландии.
- Историческая причинность: понимание причинно-следственных связей в истории часто пересматриваются в результате новых исследований. Так, к середине XX века общепринятой была интерпретация Великой французской революции как результата триумфального подъёма нового среднего класса. Исследования 1960-х годов, проведённые такими историками-ревизионистами, как Альфред Коббен и Франсуа Фюре, показали, что социальная ситуация была существенно сложнее, и вопрос о том, что послужило причиной революции, в настоящее время активно обсуждается.
- Обнародование государственных документов: по сравнению с прошлыми десятилетиями в настоящее время доступен большой объём архивных правительственных документов в соответствии с «правилом тридцати лет[англ.]» и аналогичными законами.

## Темы
Тёмные века в истории Европы
По мере того, как нелатинские тексты, такие как валлийские, гэльские и норвежские саги, анализировались, а также по мере появления всё большего числа археологических данных, период, известный как Тёмные века европейской истории, сузился настолько, что многие историки больше не считают этот термин полезным. Более того, термин «тёмные» подразумевает не столько отсутствие культуры и права, сколько отсутствие многих исходных текстов в континентальной Европе. Многие современные учёные, изучающие эту эпоху, стараются избегать этого термина из-за его негативной коннотации и считают его вводящим в заблуждение и неточным для любого периода Средневековья.
Битва при Азенкуре
На протяжении веков историки считали битву при Азенкуре сражением, в котором английская армия, уступавшая французской армии в численности четыре к одному, одержала ошеломляющую победу. Эта версия была популярна изложена в пьесе Шекспира «Генрих V». Однако недавние исследования профессора Анны Карри, проведённые с использованием оригинальных источников, поставили под сомнение эту интерпретацию. Хотя её исследование ещё не закончено, она опубликовала свои первые выводы, согласно которым французы превосходили англичан и валлийцев только в соотношении 12 тысяч к 8 тысячам. Численность могла быть преувеличена англичанами из патриотических соображений.
Открытие Нового Света и европейская колонизация Америки
Рассказывая о европейской колонизации Америки, некоторые исторические труды прошлого уделяли мало внимания коренным народам Америки, обычно упоминая о них лишь вскользь и не делая попыток понять события с их точки зрения. Это нашло отражение в интерпретации прибытия европейцев как открытия Америки, хотя она была и раньше населена людьми. Позднее этот взгляд был пересмотрен, чтобы избежать понятия «открытие».
В своей ревизионистской книге 1990 года «Завоевание рая: Христофор Колумб и его наследие» Киркпатрик Сейл утверждал, что Христофор Колумб был империалистом, стремящимся к завоеваниям, с самого первого своего плавания. В рецензии на книгу в Нью-Йорк Таймс историк и член юбилейного комитета по празднованию пятисотлетия Колумба, Уильям Макнилл, написал о Сейле:

Он задался целью разрушить героический образ, который передали нам более ранние авторы. Мистер Сейл выставляет Колумба жестоким, жадным и некомпетентным (даже как моряка) человеком, который имел извращённое намерение принести насилие в природный рай, в который он вторгся.
Макнилл объявляет работу Сейла «неисторической, в том смысле, что она выбирает из часто неясных свидетельств о мотивах и поступках Колумба то, что соответствует целям автора XX века». Макнилл утверждает, что как обличители, так и защитники Колумба создают «разновидность истории, которая карикатурно изображает сложную человеческую реальность, превращая Колумба либо в кровавого монстра, либо в покрытого лоском святого, в зависимости от заданных целей».
Великая французская революция
Французские военные формирования в наполеоновских войнах
Военный историк Джеймс Арнольд утверждал:

Труды сэра Чарльза Омана и сэра Джона Фортескью доминировали в англоязычной истории войн Наполеона. Их взгляды [что французская пехота использовала тяжелые колонны для атак линейной пехоты] стали в значительной степени общепринятыми… К 1998 году, казалось, установилась новая парадигма после публикации двух книг, посвящённых тактике наполеоновских сражений. Обе утверждали, что французы сражались используя линейную тактику при Маиде, и обе детально исследовали разнообразие тактики французов. Публикация в 2002 году книги «Битва при Майде 1806 года: пятнадцать минут славы», казалось, поставила точку в вопросе о колонне против линии: «Современные источники являются… лучшим доказательством, и их вывод ясен: бригада генерала Компьера выстраивалась в линию, чтобы атаковать лёгкий батальон Кемпта». Решающие сражения при Маиде произошли менее чем за 15 минут. Потребовалось 72 года, чтобы исправить ошибку великого историка о том, что произошло в течение этих минут.
Первая мировая война
Вина Германии
В ответ на утвердившуюся интерпретацию, закреплённую в Версальском договоре, в котором говорилось, что Германия виновна в развязывании Первой мировой войны, «ревизионистские» (их собственный термин) историки 1920-х годов отвергли устоявшуюся точку зрения и представили сложную причинно-следственное построение, согласно которому ряд других стран были в равной степени виновны в начале войны. Между учёными продолжаются активные споры на эту тему.
Плохое британское и французское военное руководство
Военное руководство британской армии в Первой мировой войне часто осуждалось историками и политиками на протяжении десятилетий после окончания войны. Общепринятым было представление, что генералы, командовавшие армией, не разбирались в позиционной войне, не знали условий жизни своих людей и учились на своих ошибках, что привело к огромному количеству жертв («львы, ведомые ослами»). Однако в 1960-х годах такие историки, как Джон Террейн, начали оспаривать эту интерпретацию. В последние годы, когда появились новые документы, и был проведён более объективный анализ, такие историки, как Гэри Шеффилд и Ричард Холмс, отмечают, что военное руководство британской армии на Западном фронте было вынуждено справляться со многими проблемами, которые они не могли контролировать, например, отсутствие адекватных военных коммуникаций. Кроме того, военное руководство совершенствовалось на протяжении всей войны, кульминацией чего стала победа в ходе Стодневного наступления в 1918 году. Некоторые историки, даже ревизионисты, по-прежнему жёстко критикуют британское верховное командование, но они уже менее склонны изображать войну в упрощённом виде, когда храбрыми войсками руководили глупые офицеры.
Аналогичная интпретация имела место и в отношении французской армии, например, у историка Энтони Клейтона. Ревизионисты намного более склонны обращать внимание на таких командиров, как французский генерал Фердинанд Фош, британский генерал Дуглас Хейг, американец Джон Першинг и другие фигуры.
Реконструкция Юга в США
Ревизионистские историки, изучающие эпоху Реконструкции Юга отвергли доминирующую школу Даннинга, которая утверждала, что чёрные американцы были использованы саквояжниками, и подчёркивали жадность северных бизнесменов. В последние годы стандартным стал «неоаболиционистский» ревизионизм, который включает моральные стандарты расового равенства, характерные для аболиционистов XIX века, для критики расовой политики. «Книга Фонера представляет собой зрелую и устоявшуюся ревизионистскую перспективу», — заключил историк Майкл Перман по поводу книги Эрика Фонера «Реконструкция: Незавершённая революция Америки, 1863—1877» (1988).
Американский бизнес и «бароны-разбойники»
Роль американского бизнеса и предполагаемых «баронов-разбойников» начала пересматриваться в 1930-х годах. Названные Габриэлем Колко «бизнес-ревизионистами», историки, такие как Аллан Невинс, а затем Альфред Чандлер, подчёркивали положительный вклад людей, которых ранее изображали злодеями. Питер Новик пишет: «Аллан Невинс часто приводил аргумент, что какими бы ни были моральные проступки баронов-разбойников, их решающим вкладом в американскую военную [и промышленную] мощь значительно перевешивал».
Чрезмерная смертность в Советском Союзе при Сталине
До распада Советского Союза и раскрытий архивов западные историки считали, что число погибших от рук сталинского режима составляло 20 миллионов и более. После распада Советского Союза стали доступны документы советских архивов, которые дали информацию, приведшую к значительному пересмотру оценок числа погибших от рук сталинского режима: по оценкам от 3 до 9 миллионов.
Вина за развязывание Второй мировой войны
Устоявшаяся интерпретация возлагает вину за развязывание войны на нацистскую Германию и императорскую Японию. Ревизионистские историки, изучающие Вторую мировую войну, в частности Чарльз Бирд, утверждали, что в начале войны отчасти виноваты и Соединённые Штаты, поскольку они слишком сильно давили на японцев в 1940 и 1941 годах и отвергали компромиссы. Среди других заметных работ в рамках этой дискуссии: Чарльз Тэнсил, «Чёрный ход войны» (Чикаго, 1952); Фредерик Сэнборн, «Замысел войны» (Нью-Йорк, 1951); Дэвид Хогган, «Вынужденная война» (Коста-Меса, 1989). Британский историк А. Дж. П. Тейлор вызвал бурную реакцию общественности, когда заявил, что Гитлер был неэффективным и неопытным дипломатом и не ставил перед собой цели вызвать мировую войну.
Патрик Бьюкенен, американский палеоконсервативный политик, утверждал, что англо-французские гарантии в 1939 году побудили Польшу не искать компромисса по Данцигу. Он также утверждал, что Великобритания и Франция были не в состоянии прийти на помощь Польше, тогда как Гитлер предлагал полякам союз. Бьюкенен утверждал, что гарантия привела к тому, что польское правительство превратило незначительный пограничный спор в крупный мировой конфликт и, таким образом, передало Восточную Европу, включая Польшу, в руки Сталина. Бьюкенен также утверждал, что гарантия привела к тому, что страна в конечном итоге была захвачена Советским Союзом, поскольку Сталин знал, что британцы не могли объявить войну Советскому Союзу в 1939 году из-за своей военной слабости.
Холодная война
В историографии Холодной войны существует дискуссия между историками, выступающими за «ортодоксальную» и «ревизионистскую» интерпретацию советской истории и других аспектов холодной войны, таких как война во Вьетнаме.
Вьетнамская война
Работа «Америка во Вьетнаме» (1978) Гюнтера Леви является примером исторического ревизионизма, дающим значительно отличающийся от популярного взгляд на США во Вьетнамской войне (1955—1975), за что автор подвергся критике и был отнесён к ревизионистской школе истории Вьетнамской войны. Исследование Леви стало первой книгой из целого ряда работ историков ревизионистской школы о геополитической роли и военных действиях США во Вьетнаме.
В введении Леви пишет:

Это обоснованный вывод данного исследования… что чувство вины, порожденное войной во Вьетнаме в сознании многих американцев, не является обоснованным, и что обвинения в попустительском незаконном и вопиюще аморальном поведении не имеют под собой оснований. Действительно, детальное изучение практики ведения боевых действий показывает, что потери гражданского населения во Вьетнаме были менее значительными, чем во Второй мировой войне (1939—45) и Корее (1950—-53), и что меры, предпринятые для минимизации разрушительных последствий войны были существенными. Измерение и сравнение разрушений и потерь, вызванных различными войнами, вызовет возражения у тех, кто отвергает любое применение военной силы в качестве инструмента внешней политики, и может быть истолковано как бесчувственность. Тем не менее, до тех пор, пока войны вообще ведутся, моральным долгом остается стремление уменьшить страдания, причиняемые войной, и выполнение этого обязательства не должно вызывать пренебрежения.
Среди других переинтерпретаций исторических событий войны США во Вьетнаме, предлагающих альтернативные объяснения действий американской стороны, — «Почему мы во Вьетнаме» (1982) Нормана Подгореца, «Брошенный триумф: Вьетнамская война 1954—1965» (2006) Марка Мойяра и «Вьетнам: обязательная война» (1999) Майкла Линда.

## Негационизм
Негационизм — вид ревизионизма, при котором «новая» концепция строится на отрицании и/или игнорировании твёрдо установленных наукой фактов. К негационизму нельзя относить работы историков-ревизионистов в тех случаях, когда общепризнанные факты не отрицаются или игнорируются, а подвергаются сомнению на основе подлинных исторических документов и свидетельств.
Историк Дебора Липштадт («Отрицание Холокоста: растущая атака на правду и память», 1993) и историки Майкл Шермер и Алекс Гробман («Отрицание истории: кто говорит, что Холокоста никогда не было и почему они это говорят?», 2002), проводят различие между историческим ревизионизмом и историческим негационизмом, последний является одной из форм отрицания истории (дениализма). Липстадт писал, что отрицатели Холокоста, такие как Гарри Элмер Барнс, неправомерно называют себя «историческими ревизионистами», чтобы замаскировать своё отрицание под академический пересмотр исторических документов.
Липстадт, Шермер и Гробман считают, что правомерный исторический ревизионизм подразумевает уточнение существующих знаний об историческом событии, а не отрицание самого события; такое уточнение истории возникает в результате изучения новых, эмпирических доказательств, а также нового изучения и последующей интерпретации существующих документальных свидетельств. Правомерный исторический ревизионизм признаёт существование «определённого корпуса неопровержимых доказательств» и существование «сходимости доказательств», которые позволяют предположить, что события — такие как Чёрная смерть, американское рабство и Холокост — действительно происходили; тогда как дениализм истории отвергает весь фундамент исторических доказательств, что является формой исторического негативизма.
Известным примером негационизма является Отрицание Холокоста (ревизионизм Холокоста), согласно которому Холокоста не существовало в том виде, в котором его описывает общепринятая историография. В рамках теории заговора отрицатели Холокоста выдвигают тезисы о массовых подделках, масштабных фальсификациях и сокрытии фактов в пользу евреев. В основном оспариваются следующие положения: массовая гибель евреев была результатом целенаправленной политики официальных властей нацистской Германии; для массового уничтожения евреев были созданы и использовались газовые камеры и лагеря смерти; число жертв среди еврейского населения на территориях, подконтрольных национал-социалистам и их союзникам, достигает от 5 до 6 миллионов человек. Также отрицатели Холокоста часто утверждают, что вышеуказанная информация была сознательно сфальсифицирована сионистами для вымогательства денег у Германии и её союзников, а также для оправдания создания Государства Израиль. Большинство профессиональных историков характеризует отрицание Холокоста как ненаучную и пропагандистскую деятельность. Они отмечают, что отрицатели игнорируют научные методы исследований, а также часто разделяют антисемитские и неонацистские взгляды.

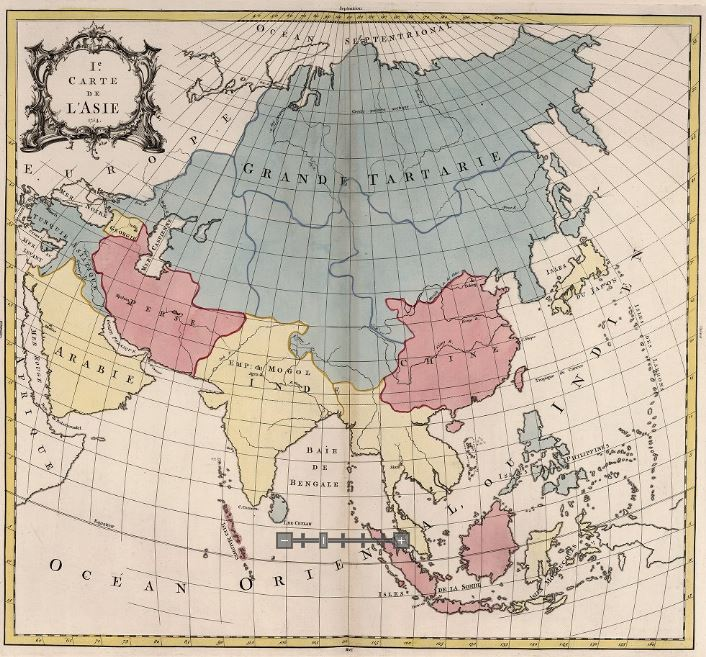
Карта 1754 года. Одним из аргументов в пользу существовавшей в Средние века гигантской всемирной «Империи» под управлением «русских ханов» авторы «Новой хронологии» называют обозначение на западноевропейских картах вплоть до XIX века больших территорий в Азии как Тартарии

Группой под руководством академика РАН, математика А. Т. Фоменко была создана «Новая хронология», псевдонаучная концепция радикального пересмотра всемирной истории. В рамках этой концепции утверждается, что письменная история человечества не прослеживается далее X века нашей эры, а древние цивилизации и государства Античности и раннего Средневековья являются «фантомными отражениями» более поздних культур, вписанными в историческую летопись из-за неправильного (ошибочного или тенденциозного) прочтения и интерпретации источников. Авторы концепции дают собственную реконструкцию истории, согласно которой в Средние века существовала гигантская империя с политическим центром на территории Руси, охватывающая почти всю территорию Европы и Азии (а согласно позднейшим публикациям — даже обе Америки). Противоречия с известными историческими фактами авторы концепции объясняют глобальной фальсификацией исторических документов. Учение отвергнуто научным сообществом как противоречащее установленным фактам, основанное на фальсификации и подтасовке данных. Методы, аксиомы и гипотезы учения были неоднократно опровергнуты учёными.

## Цензура истории в России
В июне 2021 года был опубликован доклад Международной федерации за права человека (FIDH), о состоянии исторической науки в России: «Россия. Преступления против истории» (англ. Russia Crimes Against History). В докладе сообщается, что российские власти преднамеренно искажают историю России XX века с политическими целями:

Власти все настойчивее отводят исторической памяти о советском прошлом центральную роль в самолегитимации и построении национальной идентичности, посягая при этом на права человека.

По мнению авторов доклада, в России принято несколько законов, которые «подавляют свободу выражения мнений по историческим вопросам». К таким ограничениям они относят закон против «реабилитации нацизма», запрет на использование нацистской символики, а также законы о борьбе с экстремизмом и терроризмом.
«Цензурой истории» в докладе называют законы и действия властей против распространения исторических материалов — книг, фильмов и т. п. По даным доклада, Минюст России включил в список экстремистских материалов десятки исторических публикаций на тему Второй мировой войны, коллаборационизма и истории украинского национализма.
В докладе приводятся примеры того, что авторы называют исторической цензурой:
- В 2016 году историк К. М. Александров защитил докторскую диссертацию о генерале Власове и его соратниках, но Министерство образования и науки Российской Федерации отменило решение учёного совета университета[b]. Статья К. М. Александрова «Бандера и бандеровцы. Кто они были на самом деле», опубликованная в «Новой газете» в 2014 году, была признана экстремистской[69].
- По словам историка Н. Е. Копосова, любое обсуждение спорных вопросов о Второй мировой войне, особенно точки зрения, согласно которой сталинский СССР несёт часть вины за развязывание войны, с 2002 года исчезло из ведущих исторических журналов России[69][c].

Закрытость архивов
В докладе отмечается, что большая часть архивов советских спецслужб до сих пор закрыта, что значительно препятствует работе историков. Согласно закону о государственной тайне максимальный срок секретности архивов составляет 30 лет, однако в 2014 году комиссия по защите государственной тайны продлила срок секретности архива спецслужб 1917—1991 года ещё на 30 лет.
Память о жертвах политических репрессий
В 1991 году в России был принят закон о реабилитации жертв политических репрессий. Он подразумевает официальное признание террора в советскую эпоху. Тем не менее, по мнению авторов доклада FIDH, в России не расследуются преступления советского режима.
Так, в 2004 году прекратилось расследование расстрела в Катыни. Публичные комментарии российских официальных лиц сводились к тому, что действия отдельных лиц были расценены как злоупотребление властью, а не как убийство и тем более не как военное преступление или преступление против человечности. В 2020 году на конференции Российского военно-исторического общества международный исторический консенсус о произошедшим в Катыни назвали ложью и пропагандистской кампанией.

## Комментарии
1. ↑  Цит. по статье Правозащитники оценили действия властей России как "преступления против истории", BBC, 10.06.2021
2. ↑  Защита диссертации К.М. Александрова «Генералитет и офицерские кадры вооруженных формирований Комитета освобождения народов России 1943—1946 гг.» состоялась в Санкт-Петербургском институте истории РАН (СПбИИ) 1 марта 2016 года[70]
3. ↑  В сентябре 2020 года А. И. Бастыркин, глава Следственного комитета России (СКР) объявил о создании нового подразделения СКР, которое займется расследованием преступлений, связанных с «реабилитацией нацизма» и «фальсификацией истории Отечества».
4. ↑  Расстрел польских офицеров, арестованных НКВД во время вторжения СССР в Польшу